# Романовка (Всеволожский район)
Рома́новка (фин. Romanaisi) — посёлок, административный центр Романовского сельского поселения Всеволожского района Ленинградской области.

## История
Первые упоминания о Романовке относятся к началу XVII века.
На карте Нотебургского лена, начерченной в 1699 году П. Васандером с оригинала первой трети XVII века, обозначено селение Romanaisi.
И до сих пор на финском языке посёлок Романовка называется Romanaisi.
- 1676 год — на «Карте Ингерманландии: Ивангорода, Яма, Копорья, Нотеборга» обозначено селение Romaneisi[5]
- 1704 год — шведская карта Ингерманландии, селение Rochimansi[6]
- 1705 год — «Географический чертёж Ижорской земли», составленный Адрианом Шонбеком — селение Рохманси[7]
- Как деревня Huwa она упоминается в наиболее старых из сохранившихся церковных регистрационных книгах Колтушского лютеранского прихода начиная с 1745 года[8].
- Согласно документам Ингерманландского межевания, в 1748 году пустошь Романовка являлась владением «каптенармуса Пашкова»[9].
- 1770 год — «Карта Санкт-Петербургской губернии» Я. Ф. Шмидта — деревня Губка[10]
- По данным межевания 1775 года деревня Губки и при ней 172 десятины 255 саженей земли (из них 169 десятин 2367 саженей удобной) принадлежали барону Ивану Юрьевичу Фридриксу[11].
- 1792 год — «Карта Санкт-Петербургской губернии» Н. Соколова — деревня Губина[12]
- 1792 год — «Карта Санкт-Петербургской губернии» А. М. Вильбрехта — деревня Губки[13]
- 1810 год — «Семитопографическая карта окружности Санкт-Петербурга и Карельского перешейка» — соседние деревни Губки и Романова[14]
- 1834 год — «Карта Санкт-Петербургской губернии» Ф. Ф. Шуберта — смежные деревни Губки и Романовка[15]

ГУБКИ — деревня принадлежит наследникам покойного действительного камергера Всеволода Всеволожского, жителей по ревизии 104 м. п., 113 ж. п. (1838 год)

На этнографической карте Санкт-Петербургской губернии П. И. Кёппена 1849 года она обозначена как деревня «Huwa», расположенная в ареале расселения савакотов. В пояснительном тексте к этнографической карте деревня записана как Huwa (Губки и Романовка) и указано количество её жителей на 1848 год: савакотов — 102 м. п., 189 ж. п., финляндских карелов — 21 м. п., 24 ж. п., всего 234 человека.

ГУБКИ — деревня господина Всеволожского по просёлкам, 38 дворов, 98 душ м. п. (1856 год)

Число жителей смежных деревень Губка и Романовка по X-ой ревизии 1857 года: 105 м. п., 119 ж. п..
Согласно «Топографической карте частей Санкт-Петербургской и Выборгской губерний» в 1860 году смежные деревни Губки и Романовка насчитывали каждая по 18 крестьянских дворов.
На Плане генерального межевания Шлиссельбургского уезда они упоминаются, как деревни Губкина и Романовка.
В 1861—1862 годах деревни постиг неурожай и массовый падёж скота.

ГУБКИ (РОМАНОВКА) — деревня владельческая при водопроводе; 41 двор, жителей 119 м. п., 105 ж. п.; Волостное правление. (1862 год)

Согласно подворной переписи 1882 года в смежных деревнях Губка и Романовка проживали 53 семьи, число жителей: 131 м. п., 129 ж. п., лютеране: 106 м. п., 103 ж. п., разряд крестьян — собственники, а также пришлого населения 7 семей, в них: 11 м. п., 16 ж. п., все лютеране.
- План деревни Губки (Романовка). 1885 год

В 1885 году, согласно карте окрестностей Петербурга, деревня Губки насчитывала 105 дворов. Сборник же Центрального статистического комитета за этот год описывал деревню так:

ГУБКИ — деревня бывшая владельческая Рябовской волости, дворов — 45, жителей — 217; Волостное правление (уездный город в 11 верстах), школа, лавка, трактир. В 3 верстах — церковь православная. В 15 верстах — стекольный завод. (1885 год).

В 1895 году, согласно карте Шлиссельбургского уезда, деревня Романовка насчитывала 29 крестьянских дворов, а смежная ей деревня Губки — 26.

ГУБКИ — деревня на земле Губинского сельского общества при земском тракте от мызы Рябове в село Ириновку, вблизи Мельничного ручья; 31 двор, 66 м. п., 74 ж. п., всего 140 чел., рядом с посёлком арендаторов под названием Мельничный ручей, Рябовское волостное правление, общественный хлебозапасный магазин крестьян Губинского и Корневского сельских обществ, постоялый двор без продажи крепких напитков, чайное заведение, 2 мелочные лавки, 2 кузницы.

РОМАНОВКА — станция Ириновской жел. дороги 1 двор, 5 м. п., 3 ж. п., всего 8 чел.

РОМАНОВКА (ГУБКИ-РОМАНОВКА) — деревня на земле Губинского сельского общества при земском тракте от мызы Рябово в село Ириновку и деревню Бабино вблизи Мельничного ручья 33 двора, 70 м. п., 77 ж. п., всего 147 чел. жилые постройки смежны со строениями крестьян деревни Губки. (1896 год)

В конце XIX — начале XX века деревня административно входила в состав Рябовской волости 2-го стана Шлиссельбургского уезда Санкт-Петербургской губернии. Деревня относилась к лютеранскому приходу Ряяпювя. Население деревни было исключительно финским.
В 1902 году на Всероссийской кустарно-промышленной выставке в Таврическом дворце от Рябовской волости Шлиссельбургского уезда были представлены предметы женского рукоделия сработанные Марией Карконе и Марией Татти из деревни Губки.
По данным 1905 года в Романовке располагалось Рябовское двухклассное училище имени Павла Александровича Всеволожского, подведомственное Министерству народного просвещения. Также в Романовке до революции находилось правление Рябовской волости.
С 1918 и до начала 1920-х годов директором Романовской школы был Микко Каасолайнен, его жена Паулина также преподавала в школе. В 1920—1930-е годы в Романовке работал заведующим клуба и школьным учителем финский писатель Бруно Шёгрен.
По данным Рябовского продовольственного комитета на начало 1918 года в деревне Романовка проживало 250 жителей, в деревне Губки — также 250.
По сведениям Рябовского волостного совета в декабре 1921 года в деревне Романовка насчитывалось 210 жителей, в деревне Губки — 171.
В конце 1924 года в деревне числилось 151 мужского и 170 женского пола, всего 321 прихожанин Рябовской лютеранской церкви.
Согласно переписи населения СССР 1926 года:

РОМАНОВКА — деревня Романовского сельсовета Ленинской волости Ленинградского уезда, 45 хозяйств, 199 душ.

Из них: русских — 11 хозяйств, 56 душ; ингерманландцев — 31 хозяйство, 135 душ; суоми — 1 хозяйство, 1 душа; эстов — 1 хозяйство, 3 души; поляков — 1 хозяйство, 4 души;

ГУБКИ — деревня Романовского сельсовета, 37 хозяйств, 179 душ.

Из них: ингерманландцев — 36 хозяйств, 173 души; поляков — 1 хозяйство, 5 душ; (1926 год)

В том же 1926 году был организован Романовский финский национальный сельсовет, население которого составляли: финны — 1692, русские — 177, другие нац. меньшинства — 68 человек.
В состав сельсовета по данным переписи населения 1926 года входили деревни: Бабино, Волчьи Горы, Губки, Корнево, Мельничный Ручей, Романовка, Углово и ж.д. станция Корнево.
- Деревни Романовка и Губки на карте 1931 года

Согласно топографической карте РККА Ленинградской области 1931 года деревня Романовка насчитывала 34 двора, деревня Губки — 32. К востоку от деревни, на дороге в Ириновку, находилась ветряная мельница.
По административным данным 1933 года к Романовскому финскому национальному сельсовету относились деревни: Мельничьи Ручьи, Волчьи Горы, Корнево, Проба, Лепсара, Романовка, Бабино, Губки, Углово, Пугарево, Малое Пугарево, Кясселево, Румболово и посёлок Отрада. Общая численность населения сельсовета составляла 2821 человек.
По административным данным 1936 года деревня Романовка являлась административным центром Романовского финского национального сельсовета Ленинградского Пригородного района. В сельсовете был 21 населённый пункт, 767 хозяйств и 9 колхозов.
В 1938 году было принято решение «Романовский финский национальный сельсовет с количеством населения в 6824 чел., из них русских — 1729 чел. и финнов — 4095 чел.», ликвидировать. По состоянию на 8 февраля 1938 года население деревни Большая Романовка насчитывало 233 человека, из них русских — 103 человека, финнов — 130 человек; деревни Губки — 198 человек, из них русских — 55 человек, финнов — 143 человека.
Согласно переписи населения СССР 1939 года:

БОЛЬШАЯ РОМАНОВКА — деревня Романовского сельсовета Всеволожского района , 242 чел.

МАЛАЯ РОМАНОВКА — деревня Романовского сельсовета, 120 чел.

ГУБКИ — деревня Романовского сельсовета, 196 чел. (1939 год)

Национальный сельсовет был ликвидирован весной 1939 года. Населённые пункты входившие в его состав были переданы в состав Вагановского и Щегловского сельсоветов, а также Всеволожского поссовета.
До начала 1930-х годов деревни Губки (фин. Huva) и Романовка обозначались на картах раздельно. В 1939 году Романовка на картах осталась одна.
В 1940 году население деревни Губки насчитывало 196 человек.
До 1942 года деревни Романовка и Губки — место компактного проживания ингерманландских финнов. В 1942 году всё местное финское население было депортировано.
В 1946 году в результате слияния окрестных колхозов «Корнево», «Пуно-Тяхти» (Красная звезда) и «Муррос» (Перелом), был создан репродуктивно-свиноводческий совхоз «Романовка».
В 1947—1948 годах в Романовке был построен свиноводческий комплекс.
1 января 1950 года деревня Губки была упразднена с формулировкой «В деревне нет населения».
В 1958 году население деревни Романовка составляло 319 человек.
Решением облисполкома № 189 от 16 мая 1988 года, расположенный в деревне Романовка мемориальный комплекс «280 метров „Дороги жизни“», признан памятником истории.
По данным 1966 и 1973 годов деревня Романовка входила в состав Щегловского сельсовета.
С 23 октября 1989 года деревня Романовка находилась в составе Романовского сельсовета с административным центром в деревне Корнево.
14 сентября 1995 года деревни Корнево и Романовка были объединены в посёлок Романовка.
В 1997 году в посёлке проживал 5661 человек, в 2002 году — 5676 человек (русские — 89 %), в 2007 году — 5616.
В Романовке располагается старт дистанции 10 км, ежегодного международного зимнего марафона «Дорога жизни».

## География
Посёлок расположен в центральной части района на автодороге 41К-064 «Дорога жизни» (Санкт-Петербург — Морье), к востоку от города Всеволожска.
Расстояние до ближайшей железнодорожной станции Мельничный Ручей — 3 км. Ближайший остановочный пункт — платформа Романовка.

## Демография
| 1862 | 2002  | 2007  | 2010  | 2017  | 2021  |
| ---- | ----- | ----- | ----- | ----- | ----- |
| 224  | ↗5676 | ↘5616 | ↗6129 | ↗6984 | ↗8370 |

### Национальный состав
Согласно данным Всероссийской переписи населения 2021 года в посёлке проживали 8730 человек, из них:
 русские — 7350 человек, узбеки — 155, киргизы — 84, армяне — 80, украинцы — 53, белорусы — 49, татары — 45, таджики — 31, финны-ингерманландцы — 20, азербайджанцы — 18, молдаване — 18, цыгане — 16, корейцы — 14, туркмены — 11, немцы — 9, чуваши — 7, башкиры — 7, даргинцы — 4, казахи — 4, марийцы — 4, мордва — 4, грузины — 3, буряты — 2, коми — 2, лезгины — 2, осетины — 2, вепсы — 1, эстонцы — 2, болгары — 1, евреи — 1, румыны — 1, турки — 1, удмурты — 1, другие национальности — 58 человек, остальные национальность не указали.

## Экономика

### Транспорт
Автобусы:
- № 462  «Ладожская» — Углово
- № 601 станция Всеволожская — Углово
- № 601А станция Всеволожская — Романовка (7,9 км)[65].
- № 602 станция Всеволожская — Коккорево
- № 602А станция Всеволожская — Рахья
- № 607 станция Всеволожская — Лепсари
- № 512 станция Всеволожская — Посёлок имени Морозова (проходит рядом с железнодорожной платформой Романовка (в 2 км южнее посёлка)

 Железнодорожная станция Романовка: 
- Санкт-Петербург (Финляндский вокзал) — Ладожское Озеро[66]

### Образование
В посёлке имеется средняя школа и детский сад.

## Фото
- Мемориальный комплекс «12 км Дороги жизни» к западу от посёлка Романовка

## Улицы
квартал Антоновка, Верхняя, Второй проезд, Гаражный проезд, Дорога жизни, Инженерная, Каштановая, Лесная аллея, Луговая, Молодёжная, Новая, Парковая аллея, Парковая, Первый проезд, Румболовская, Садовая, Сиреневая, Третий проезд, Центральная, Центральный проезд, Школьная, Южный переулок.